# Marcus Held

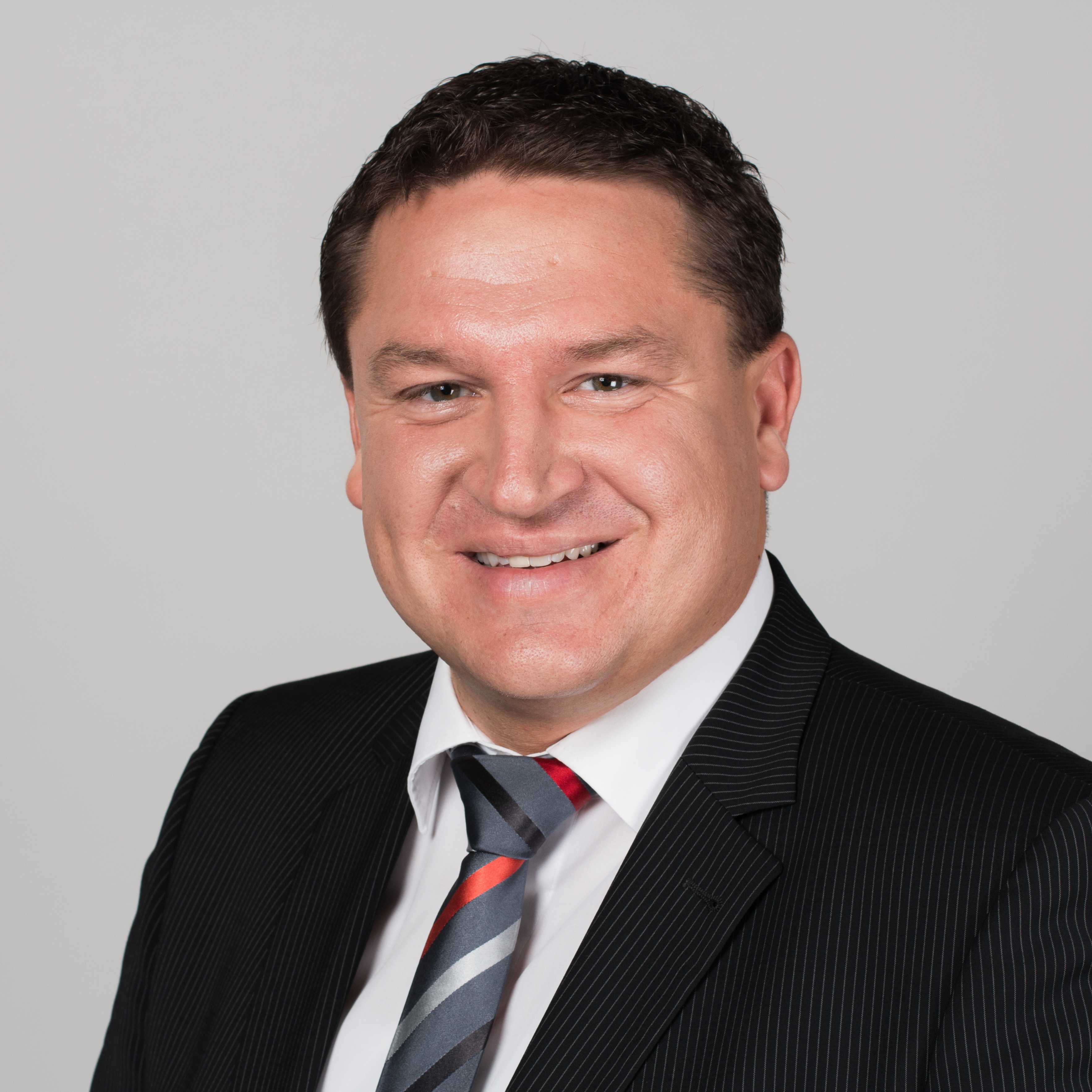
Marcus Held (2014)

Marcus Held (* 15. Oktober 1977 in Ludwigshafen am Rhein) ist ein ehemaliger deutscher Politiker (SPD). Er war von 2004 bis 2018 Stadtbürgermeister von Oppenheim und von 2013 bis 2021 Mitglied des Deutschen Bundestages.

## Leben
Held wuchs in Mühlheim an der Eis auf und ging in Obrigheim sowie in Worms zur Schule. In Worms besuchte er ab 1987 das Gauß-Gymnasium, wo er 1997 sein Abitur machte.
Zwischen 1995 und 2003 war Held freier Mitarbeiter bei der Wormser Zeitung und der Allgemeinen Zeitung und berichtete aus den Verbandsgemeinden Monsheim, Westhofen und Eich sowie der Stadt Osthofen.
Nach dem Abitur leistete Held seinen Zivildienst im Bereich Umweltschutz in der Verbandsgemeinde Grünstadt-Land ab. Danach begann er ein Jura-Studium an der Universität des Saarlandes in Saarbrücken. Während des Studiums war er studentische Hilfskraft beim Bundestagsabgeordneten Klaus Hagemann. Ab 2000 wechselte er an die Johannes Gutenberg-Universität Mainz und arbeitete nebenbei in der Staatskanzlei Rheinland-Pfalz.
Das erste juristische Staatsexamen absolvierte Held 2003 in Mainz. Das zweite wie auch die Zulassung als Rechtsanwalt folgten 2006. 2007 war er persönlicher Referent von Landrat Ernst Walter Görisch bei der Kreisverwaltung Alzey-Worms, von 2009 bis 2018 Vorstandsvorsitzender der gemeinnützigen Wohnungsbaugenossenschaft Oppenheim.
Seit dem Ende seiner Tätigkeit als Abgeordneter arbeitet Held als Unternehmensberater in Berlin.
Held ist verheiratet und hat zwei Kinder.

### Ehrenämter
Bereits während seiner Schulzeit trat Held 1994 in die SPD ein und war bei der Gründung der Juso-AG Grünstadt-Land beteiligt.
Bei der Wahl zum Stadtbürgermeister von Oppenheim 2004 konnte sich Held gegen zwei Mitbewerber mit 54,4 Prozent der Stimmen durchsetzen und wurde 2009 sowie 2014 wiedergewählt. Von 2009 bis 2014 war er zugleich Erster Beigeordneter der Verbandsgemeinde Nierstein-Oppenheim. Beide Ämter sind Ehrenämter, für die eine Aufwandsentschädigung gewährt werden kann. Von 2009 bis 2018 gehörte er dem Kreistag Mainz-Bingen an.
Eines seiner Wahlversprechen war die Sanierung der Oppenheimer Emondshalle, die 2006 wiedereröffnet wurde. 2005 veranstaltete Held einen „kommunalen Mautgipfel“ in Oppenheim und lud Bürgermeister ein, deren Kommunen nach der Einführung der LKW-Maut unter Zunahme von LKW-Verkehr litten.
2006 belebte Held die 1935 begründete Tradition der Oppenheimer „Weinpatenschaft“ mit Berlin wieder und schlug den Regierenden Bürgermeister Klaus Wowereit zum „Weinritter“. Es folgten Ministerpräsidentin Malu Dreyer, Kardinal Karl Lehmann und 2016 Gregor Gysi.
Held setzte sich erfolgreich für den Bau eines Kunstrasenplatzes und die Einrichtung eines neuen Jugendhauses in Oppenheim ein und war 2010 bis 2018 Gründungsvorsitzender der Oppenheimer Tafel. Held belebte 2008 mit weiteren Bürgermeistern die Veranstaltung „Rheinradeln“ zwischen Oppenheim und Worms auf der alten Bundesstraße 9 wieder. Im Vorfeld der Fußballweltmeisterschaften initiierte er regionale Jugendfußballturniere.
In seiner dritten Amtszeit setzte er sich ab 2014 angesichts der hohen Verschuldung der Gemeinde für die Ausweisung des Wohn- und Gewerbegebietes „Im Krämereck“ ein.
Am 28. Februar 2018 trat Held als Stadtbürgermeister zurück, nachdem dies seit Jahresanfang von Politikern, in der Presse und auf wöchentlichen Demonstrationen in Oppenheim gefordert worden war (siehe auch Abschnitt „Strafverfahren wegen Untreue und anderer Delikte“). Die Mainzer Allgemeine Zeitung brachte den Rücktritt mit einem Grundstücksgeschäft in Zusammenhang, das Held als Privatmann getätigt hatte. Unter dem Titel „Der verschwundene Bürgermeister“ wurde im September 2019 ein Theaterstück mit deutlichen Anspielungen auf Held in Form eines Krimidinners im Alten Amtsgericht Oppenheim aufgeführt.
Der Anspruch auf Ehrensold aus den früheren kommunalen Ehrenämtern nach dem Ehrensoldgesetz des Landes Rheinland-Pfalz ist ausgeschlossen durch die rechtskräftige Verurteilung wegen einer Vorsatztat zu einer Freiheitsstrafe von mindestens einem Jahr. Die Stadt Oppenheim kündigte inzwischen Ersatzforderungen gegen Held für unnötig verausgabte Maklerkosten an, wofür zunächst ein Betrag von 170.000 Euro genannt wurde. Weitere Forderungen wurden nicht näher bezeichnet.

### Abgeordneter
Bei der Bundestagswahl 2013 kandidierte er als Direktkandidat für den Bundestagswahlkreis Worms und zog über die Landesliste in den Bundestag ein. Er gehörte dort dem Ausschuss für Wirtschaft und Energie als ordentliches Mitglied sowie dem Ausschuss für Umwelt und Bauen als Stellvertreter an. Für die Bundestagswahl 2017 wurde Held zwar wieder auf der Landesliste der SPD aufgestellt, erhielt jedoch mit knapp 77 Prozent die mit Abstand geringste Zustimmung der Delegierten. Im 19. Deutschen Bundestag war er stellvertretendes Mitglied im Ausschuss für Umwelt, Naturschutz und nukleare Sicherheit sowie im Ausschuss für Ernährung und Landwirtschaft. Von Anfang 2018 bis Mitte 2019 hatte er seine Tätigkeit als Abgeordneter unter Hinweis auf bescheinigte Arbeitsunfähigkeit unterbrochen.
Als Abgeordneter setzte er sich für die Verkehrsentwicklung und Kulturförderung in seinem Wahlkreis, den Versicherungsschutz für Hebammen sowie für die Liberalisierung von E-Zigaretten zur Tabakentwöhnung ein.

## Strafverfahren wegen Untreue und anderer Delikte
Nachdem 2017 anonyme Vorwürfe gegen Held erhoben wurden, er habe als Bürgermeister der Stadt Oppenheim beim Kauf und Verkauf von Grundstücken des Wohn- und Gewerbegebietes „Im Krämereck-Süd“ ohne Grund Immobilienmakler beauftragt, leitete die Staatsanwaltschaft Mainz nach Prüfung durch den Rechnungshof Rheinland-Pfalz Ermittlungen ein, in deren Zuge der Deutsche Bundestag Helds Immunität als Abgeordneter aufhob.
Im Juli 2019 erhob die Staatsanwaltschaft gegen Held Anklage wegen Untreue, Betrugs, Vorteilsannahme und Bestechlichkeit sowie Verstoßes gegen das Parteiengesetz im Zusammenhang mit der Veräußerung von Grundstücken im Baugebiet „Krämereck-Süd“ der Stadt Oppenheim sowie in diesem Zusammenhang getätigter und angenommener Spenden. Das Landgericht Mainz ließ die Anklage im Juli 2020 zum weit überwiegenden Teil zu und eröffnete das Hauptverfahren. Der Beginn der Hauptverhandlung war ursprünglich auf den 1. Dezember 2020 terminiert, wurde aber verlegt, unter Hinweis auf die aktuelle Pandemielage und das „konkrete, besondere Gesundheitsrisiko einzelner Verfahrensbeteiligter“, zunächst auf den 2. März 2021 und nochmals, „ausschließlich aufgrund der von den beiden 81- und 83-jährigen Mitangeklagten gestellten Verlegungsanträge“, auf den 4. Mai 2021. 16 Fortsetzungstermine bis zum 19. August 2021 waren geplant. Nach weiteren Fortsetzungsterminen wurden am 13./14. Dezember 2021 die Plädoyers gehalten. Die Staatsanwaltschaft beantragte eine Freiheitsstrafe von zwei Jahren und drei Monaten wegen zehn Fällen der Untreue zu Lasten der Stadt, fünf Fällen der Bestechlichkeit, drei Verstößen gegen das Parteiengesetz und einen Fall der Untreue zu Lasten der Bundespartei SPD. Die Verteidigung forderte einen Freispruch.
Das Landgericht Mainz verurteilte Held am 20. Dezember 2021 zu einer Haftstrafe von einem Jahr und acht Monaten, die gegen Zahlung einer Geldauflage in Höhe von 10.000 Euro auf zwei Jahre zur Bewährung ausgesetzt wird. Held hat Revision gegen das Urteil eingelegt, die der Bundesgerichtshof mit Beschluss vom 8. Februar 2023, der am 11. April 2023 mitgeteilt wurde, verworfen hat.
Der Stadt Oppenheim soll durch die Handlungen u. a. ein Schaden von rund 200.000 Euro für zu Unrecht ausgezahlte Maklerprovisionen und der Bundes-SPD ein Schaden von 73.800 Euro als Strafzahlung nach dem Parteiengesetz entstanden sein.
Führende SPD-Politiker in der Region und in der SPD-Fraktion des Landtags distanzierten sich von Held, darunter der rheinland-pfälzische SPD-Landesvorsitzende Roger Lewentz im März 2018 mit den Worten: „Marcus Held hat bei uns keine politische Zukunft mehr“. Anfang 2018 trat Held als Vorsitzender der SPD Rhein-Selz zurück.

## Aserbaidschan-Affäre
2018 wurde bekannt, dass der staatliche Energiekonzern Aserbaidschans, SOCAR, im Jahr 2014 eine Spende in Höhe von 3.000 Euro an den Sportverein „TuS Dexheim“ zahlte. Organisiert wurde die Spende vom damaligen Bürgermeister von Oppenheim und ehemaligen SPD-Bundestagsabgeordneten Marcus Held.
Die SOCAR-Spende wurde von abgeordnetenwatch.de entdeckt, als diese 2015 über illegale Parteispenden SOCARS an die Frankfurter CDU recherchierte. Die Spende wird im Zusammenhang mit der Aserbaidschan-Connection gesehen und sorgte im Fußballverein für Diskussionen.